# 퀸카가 아니어도 좋아
《퀸카가 아니어도 좋아》(영어: The Duff)는 2015년 공개된 미국의 십대 코미디 영화이다. 아리 샌델이 연출을, 조시 A. 케이건이 각본을 맡았으며, 코비 케플링거의 동명 소설을 원작으로 한다.

## 출연
- 메이 휘트먼
- 로비 어멜
- 벨라 손
- 비앙카 샌토스
- 스카일러 새뮤얼스
- 로머니 맬코
- 닉 에버즈먼
- 크리스 와일드
- 켄 정
- 앨리슨 재니
- 리베카 와일
- 에릭 차바리아
- 뮤리엘 텔리오
- 머헤일리 퍼텔

## 기타 제작진
- 총괄 제작: 테드 기들로, 레인 셰프터 비숍
- 미술: 에런 오즈번
- 세트: 니콜 러블랑크
- 의상: 에릭 데이먼
- 제작 관리: 테드 기들로